# 龔元玠
龔元玠（?—?），字鳴玉，一字琢山，號畏齋。江西南昌人。清代經學家。

## 生平
乾隆十九年（1754年）甲戌科进士，授贵州铜仁县知县。後貶官抚州教授，再以“承审失实”，罢职归里。生平好读书，博通群籍，八十餘歲仍能與群儒講解經義。著有《十三經客難》，此書“鑿空夢囈，至可噴飯”。